# Jamel Herring
Jamel Herring est un boxeur américain né le 30 octobre 1985 à Coram dans l'État de New York.

## Carrière
Passé professionnel en 2012, il remporte le titre national des super-plumes en 2018 puis le titre de champion du monde des poids super-plumes WBO le 25 mai 2019 après sa victoire aux points contre Masayuki Ito. Herring conserve son titre le 9 novembre 2019 en battant aux points Lamont Roach puis le 5 septembre 2020 contre Jonathan Oquendo par disqualification au 8e round et le 3 avril 2021 en battant par arrêt de l’arbitre au 6e round Carl Frampton. Il s'incline en revanche au 10e round de son combat contre Shakur Stevenson le 23 octobre 2021.